# Win Butler

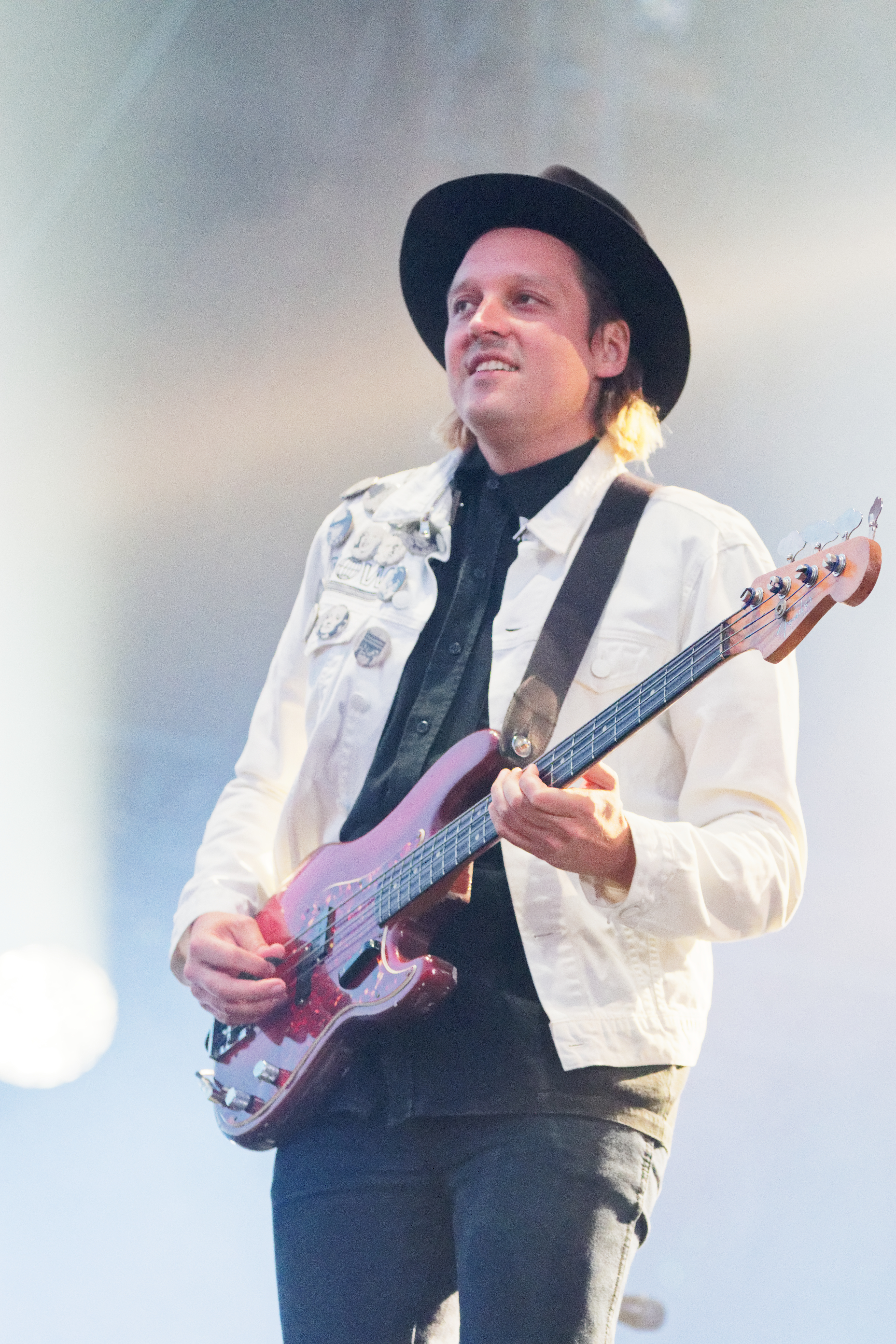
Win Butler (2017)

Edwin Farnham „Win“ Butler III (* 14. April 1980 in Truckee, Kalifornien, Vereinigte Staaten) ist Sänger, Gitarrist, Pianist, Bassist und Songwriter der kanadischen Indie-Rock-Band Arcade Fire.

## Leben
Butler wurde in Truckee, Kalifornien, Vereinigte Staaten geboren und wuchs in The Woodlands, Texas auf. Er ist der Enkel des Jazz-Gitarristen Alvino Rey. Auch seine Mutter und Großmutter waren im Musikgeschäft tätig.
Ab einem Alter von 15 Jahren ging er auf die Phillips Exeter Academy in New Hampshire, dort spielte er in mehreren Schulbands. Später studierte er Fotografie auf dem Sarah Lawrence College in New York. Das Studium brach er jedoch nach einem Jahr ab. Er besuchte anschließend die McGill University in Montreal, dort machte er einen Abschluss in Theologie. Außerdem lernte er seine zukünftige Frau und Bandkollegin Régine Chassagne kennen, die er 2003 heiratete.
Am 2. April 2011 spielten LCD Soundsystem im New Yorker Madison Square Garden das letzte Konzert vor ihrer zwischenzeitlichen Auflösung, welches auf DVD festgehalten wurde. Auf dem Konzert waren Arcade Fire als Gäste vertreten. Während einer Ansprache zwischen zwei Songs von James Murphy rief Win Butler: „Shut up and play the hits!“ Dieser Zwischenruf wurde als Titel der Konzertdokumentation verwendet.
Am 21. April 2013 kam Butlers erstes Kind, ein Sohn, zur Welt.
Wie aus einem im August 2022 von Pitchfork veröffentlichten Artikel hervorgeht, wurde Butler von vier Frauen des sexuellen Fehlverhaltens beschuldigt. Butler behauptet, dass alle Kontakte mit den Anklägerinnen einvernehmlich waren, und bestreitet alle Vorwürfe des Fehlverhaltens.